# Coll de la Torre (Abella de la Conca)
El Coll de la Torre és una collada amb un jaciment del Maastrichtià que es troba a Abella de la Conca (Pallars Jussà), inclòs a l'Inventari del Patrimoni Arqueològic i Paleontològic de Catalunya.
És una collada poc marcada, a 712,6 metres d'altitud i una plana de camps de conreu, en el terme municipal d'Abella de la Conca, a la comarca del Pallars Jussà.
És en els vessants sud-occidentals del Tossal del Gassó, en un lloc aturonat proper al nord-est de la confluència del barranc de l'Esmolet amb el riu d'Abella, i també a prop del límit municipal amb Isona i Conca Dellà (antic municipi de Sant Romà d'Abella. A migdia del Coll de la Torre hi ha la casa de Cal Cap-roc, així com la Font del Coll de la Torre, i a llevant seu s'estenen els Seixos.

## Restes paleontològiques

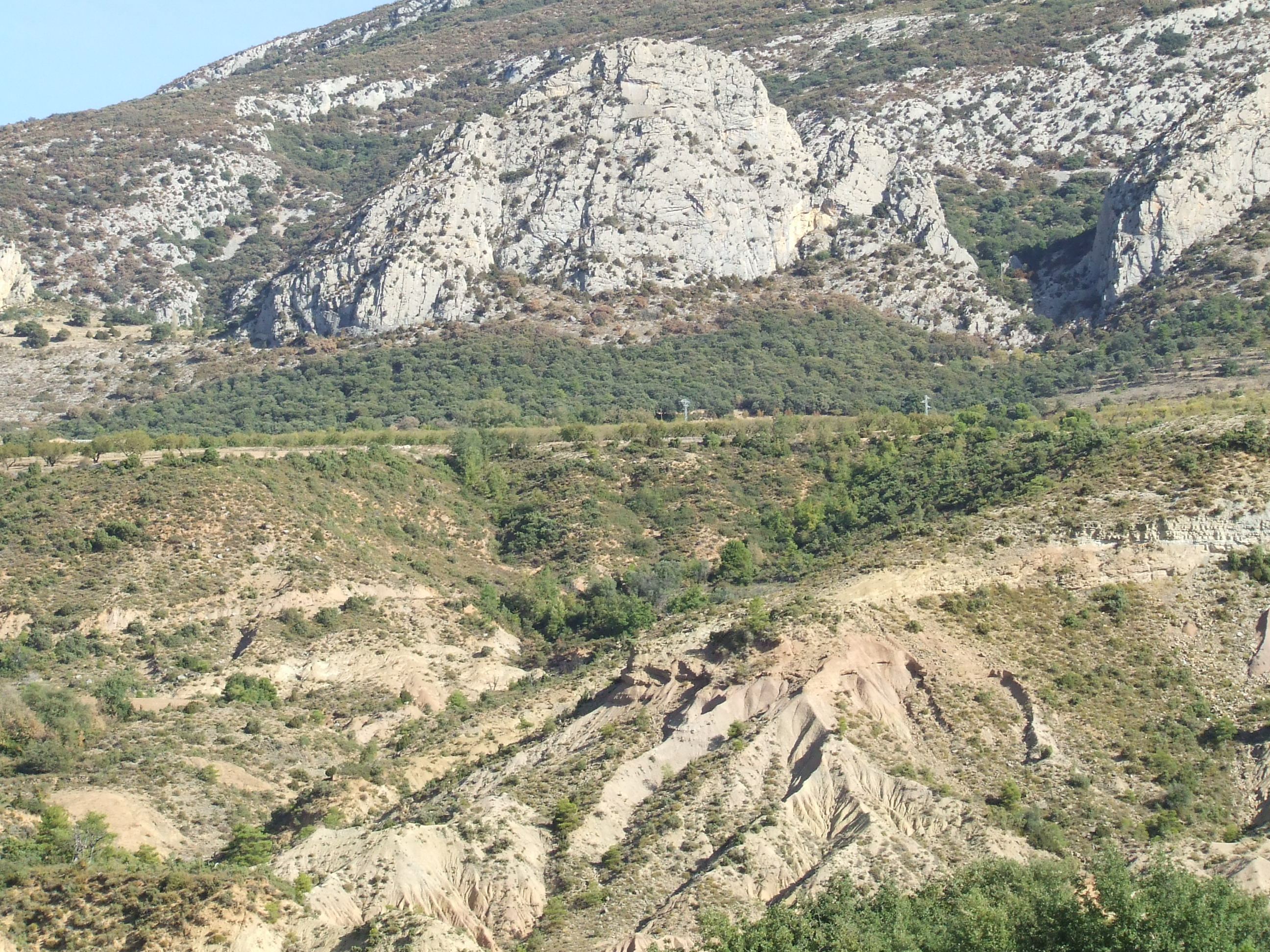
Jaciment del Gassó o del Coll de la Torre

Unes prospeccions arqueològiques efectuades a migdia del Coll de la Torre, van permetre de trobar-hi restes del cretaci superior; és a dir, els dinosaures dels quals es té constància que havien viscut a la Conca Dellà. El lloc està catalogat a Patrimoni de la Generalitat de Catalunya amb el nom de Coll de la Torre.

## Etimologia
Es tracta d'un topònim romànic de caràcter descriptiu, probablement d'origen medieval. Es tracta del coll on, o a prop d'on, hi havia una torre. Tanmateix, aquesta torre és avui dia desapareguda.